# Generaldirektorat
Ett generaldirektorat är en avdelning inom Europeiska kommissionen eller, i viss utsträckning, inom Europaparlamentet och Europeiska unionens råd. Dessa avdelningar ansvarar för väl avgränsade administrativa uppgifter inom ett eller flera sakområden. Varje generaldirektorat leds av en generaldirektör. Generaldirektoraten inom kommissionen har ungefär samma uppgifter på europeisk nivå som ministerier eller departement har på nationell nivå.
Varje generaldirektorat är underställt en kommissionsledamot. En kommissionsledamot kan vara ansvarig för flera generaldirektorat; således är antalet generaldirektorat fler än antalet kommissionsledamöter.

## Lista över kommissionens generaldirektorat och tjänsteavdelningar
Europeiska kommissionen har flera olika typer av generaldirektorat eller tjänsteavdelningar. Den första kategorin (P) innefattar avdelningarna för specifika politikområden, den andra kategorin (E) innefattar avdelningarna för yttre förbindelser, den tredje kategorin (G) innefattar avdelningarna för allmänna tjänster och den fjärde kategorin (I) innefattar avdelningarna för interna tjänster.
|   | Generaldirektorat, tjänsteavdelning                                                               | Intern förkortning |
| - | ------------------------------------------------------------------------------------------------- | ------------------ |
| P | Gemensamma forskningscentrumet                                                                    | JRC                |
| P | Generaldirektoratet för ekonomi och finans                                                        | ECFIN              |
| P | Generaldirektoratet för energi                                                                    | ENER               |
| P | Generaldirektoratet för finansiell stabilitet, finansiella tjänster och kapitalmarknadsunionen    | FISMA              |
| P | Generaldirektoratet för forskning och innovation                                                  | RTD                |
| P | Generaldirektoratet för försvarsindustri och rymdfrågor                                           | DEFIS              |
| P | Generaldirektoratet för havsfrågor och fiske                                                      | MARE               |
| P | Generaldirektoratet för hälsa och livsmedelssäkerhet                                              | SANTE              |
| P | Generaldirektoratet för inre marknaden, industri, entreprenörskap samt små och medelstora företag | GROW               |
| P | Generaldirektoratet för jordbruk och landsbygdsutveckling                                         | AGRI               |
| P | Generaldirektoratet för klimatpolitik                                                             | CLIMA              |
| P | Generaldirektoratet för kommunikationsnät, innehåll och teknik                                    | CNECT              |
| P | Generaldirektoratet för konkurrens                                                                | COMP               |
| P | Generaldirektoratet för migration och inrikes frågor                                              | HOME               |
| P | Generaldirektoratet för miljö                                                                     | ENV                |
| P | Generaldirektoratet för regional- och stadspolitik                                                | REGIO              |
| P | Generaldirektoratet för rättsliga frågor och konsumentfrågor                                      | JUST               |
| P | Generaldirektoratet för skatter och tullar                                                        | TAXUD              |
| P | Generaldirektoratet för sysselsättning, socialpolitik och inkludering                             | EMPL               |
| P | Generaldirektoratet för transport och rörlighet                                                   | MOVE               |
| P | Generaldirektoratet för utbildning, ungdom, idrott och kultur                                     | EAC                |
| E | Generaldirektoratet för europeiskt civilskydd och humanitära biståndsåtgärder                     | ECHO               |
| E | Generaldirektoratet för handel och ekonomisk säkerhet                                             | TRADE              |
| E | Generaldirektoratet för utvidgning och det östra grannskapet                                      | ENEST              |
| E | Generaldirektoratet för Mellanöstern, Nordafrika och gulfstaterna                                 | MENA               |
| E | Generaldirektoratet för internationella partnerskap                                               | INTPA              |
| E | Tjänsten för utrikespolitiska instrument                                                          | FPI                |
| G | Europeiska byrån för bedrägeribekämpning                                                          | Olaf               |
| G | Europeiska unionens publikationsbyrå                                                              | OP                 |
| G | Eurostat                                                                                          | ESTAT              |
| G | Generaldirektoratet för kommunikation                                                             | COMM               |
| G | Generalsekretariatet                                                                              | SG                 |
| G | Arbetsgruppen för reformer och investeringar                                                      | REFOR              |
| I | Byrån för löneadministration och individuella ersättningar                                        | PMO                |
| I | Europeiska rekryteringsbyrån                                                                      | Epso               |
| I | Generaldirektoratet för budget                                                                    | BUDG               |
| I | Generaldirektoratet för digitala tjänster                                                         | DIGIT              |
| I | Generaldirektoratet för personal och säkerhet                                                     | HR                 |
| I | Generaldirektoratet för tolkning                                                                  | SCIC               |
| I | Generaldirektoratet för översättning                                                              | DGT                |
| I | Infrastruktur- och logistikbyrån i Bryssel                                                        | OIB                |
| I | Infrastruktur- och logistikbyrån i Luxemburg                                                      | OIL                |
| I | Rådgivarbyrån för Europapolitik                                                                   | BEPA               |
| I | Rättstjänsten                                                                                     | SJ                 |
| I | Tjänsten för internrevision                                                                       | IAS                |